# 克蘭芝陣亡戰士公墓
克蘭芝陣亡戰士公墓（英語：Kranji War Memorial），位於新加坡北部市郊克蘭芝，是紀念在第二次世界大戰中於新加坡及馬來西亞抵禦日軍陣亡的英國、澳大利亞、加拿大、斯里蘭卡、印度、馬來亞、荷蘭和新西蘭裔死者。

## 圖片集

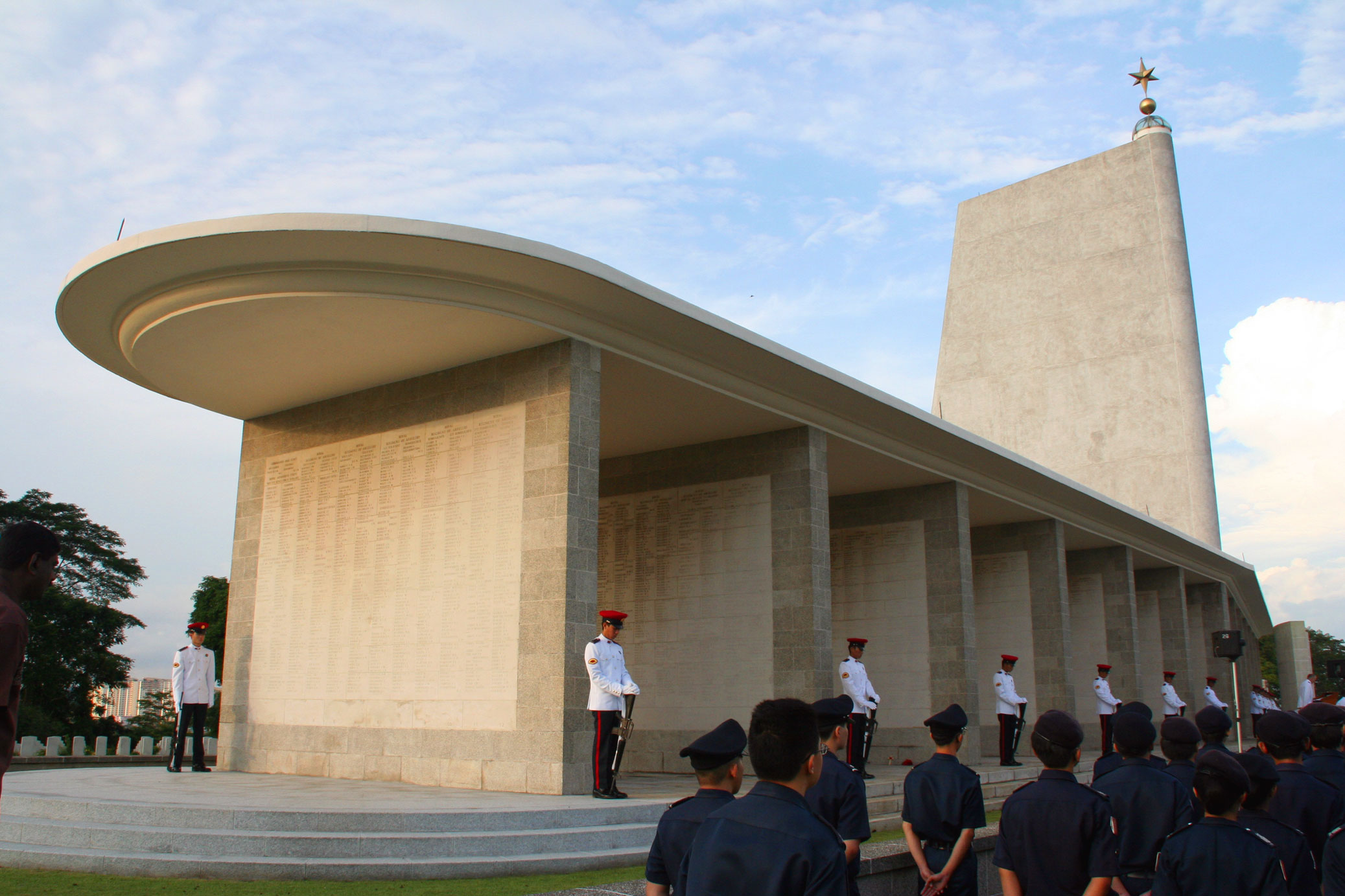
攝於2005年11月13日的國殤紀念日儀式
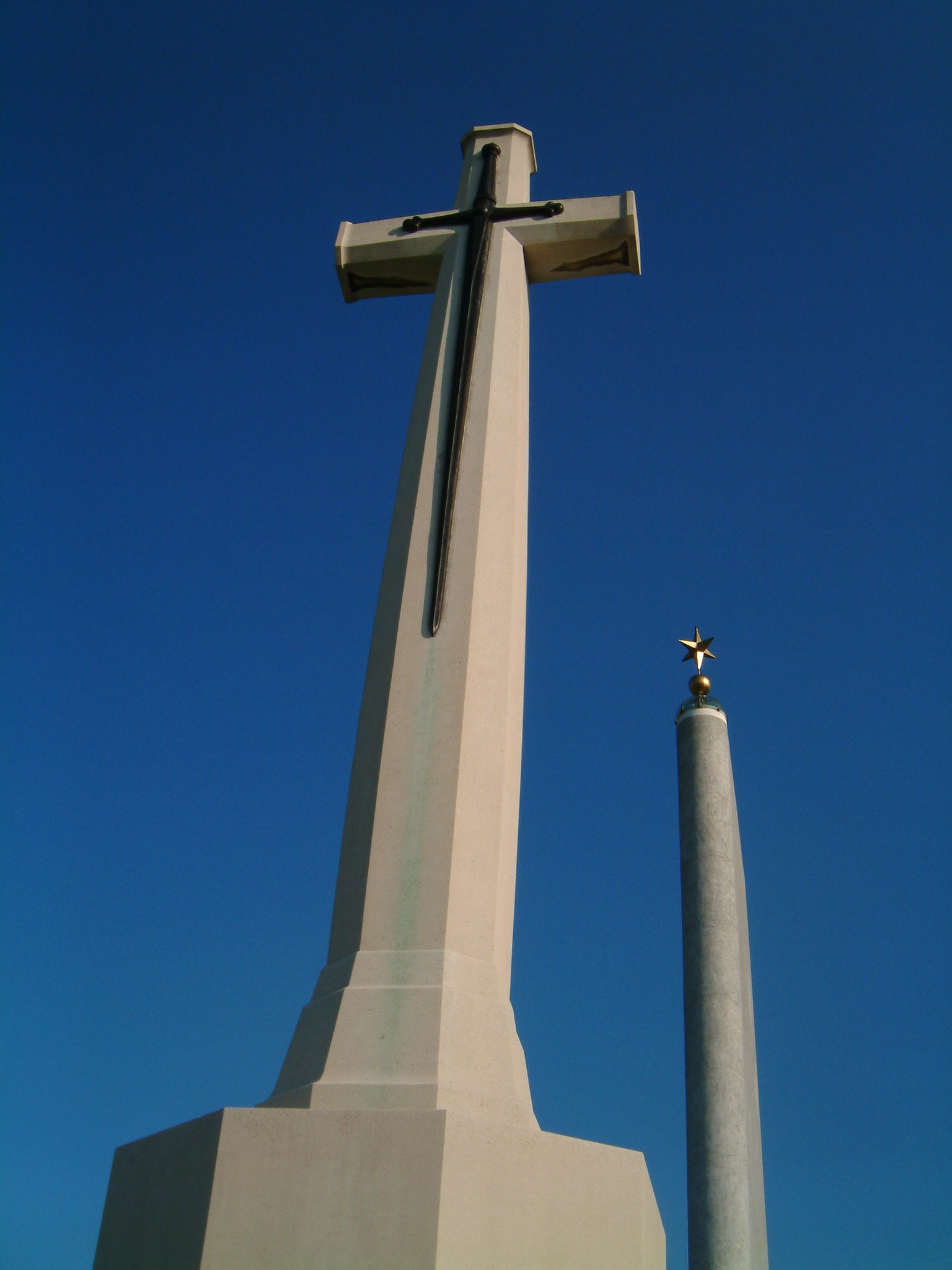
克蘭芝戰爭紀念十字架
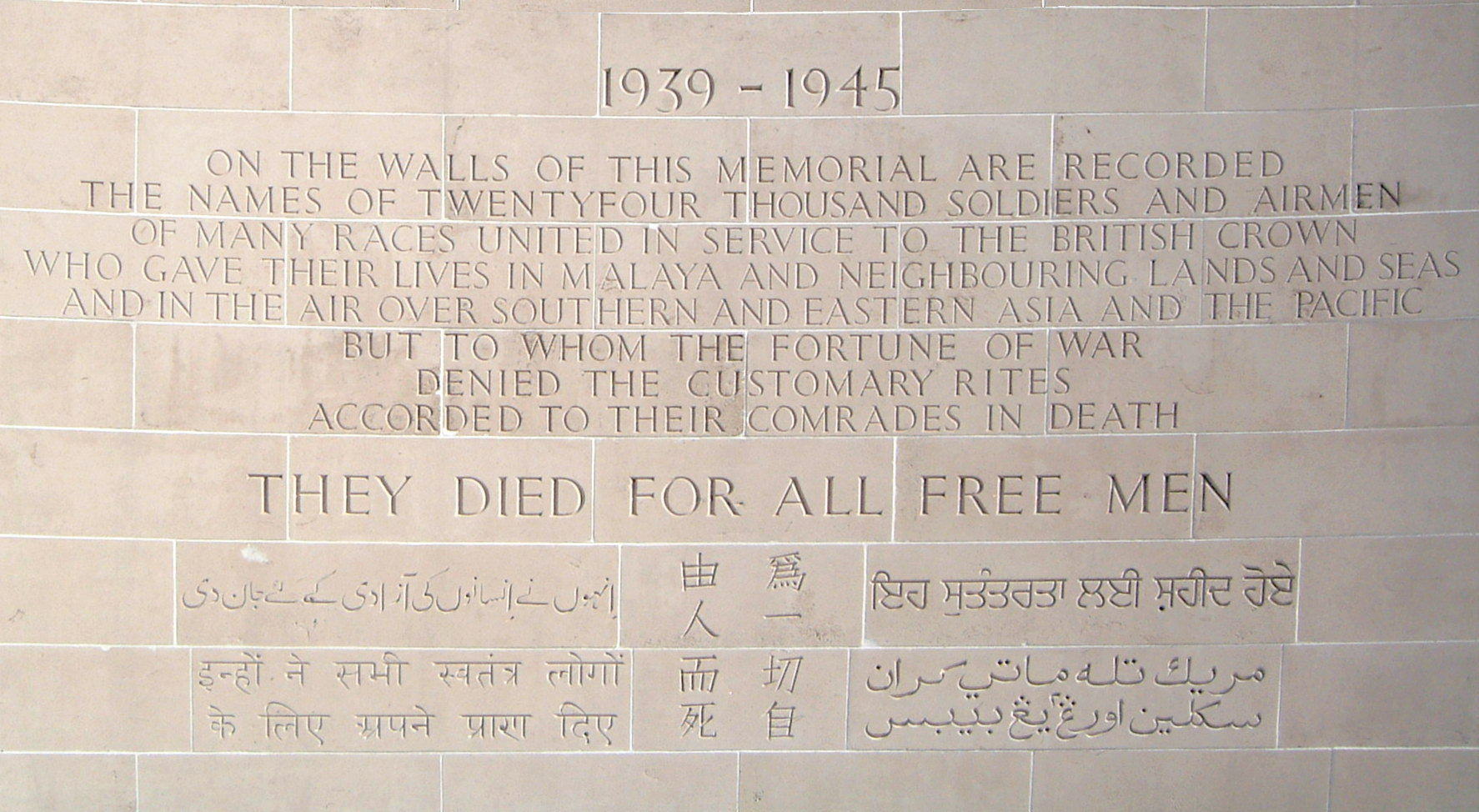
克蘭芝戰爭紀念題詞
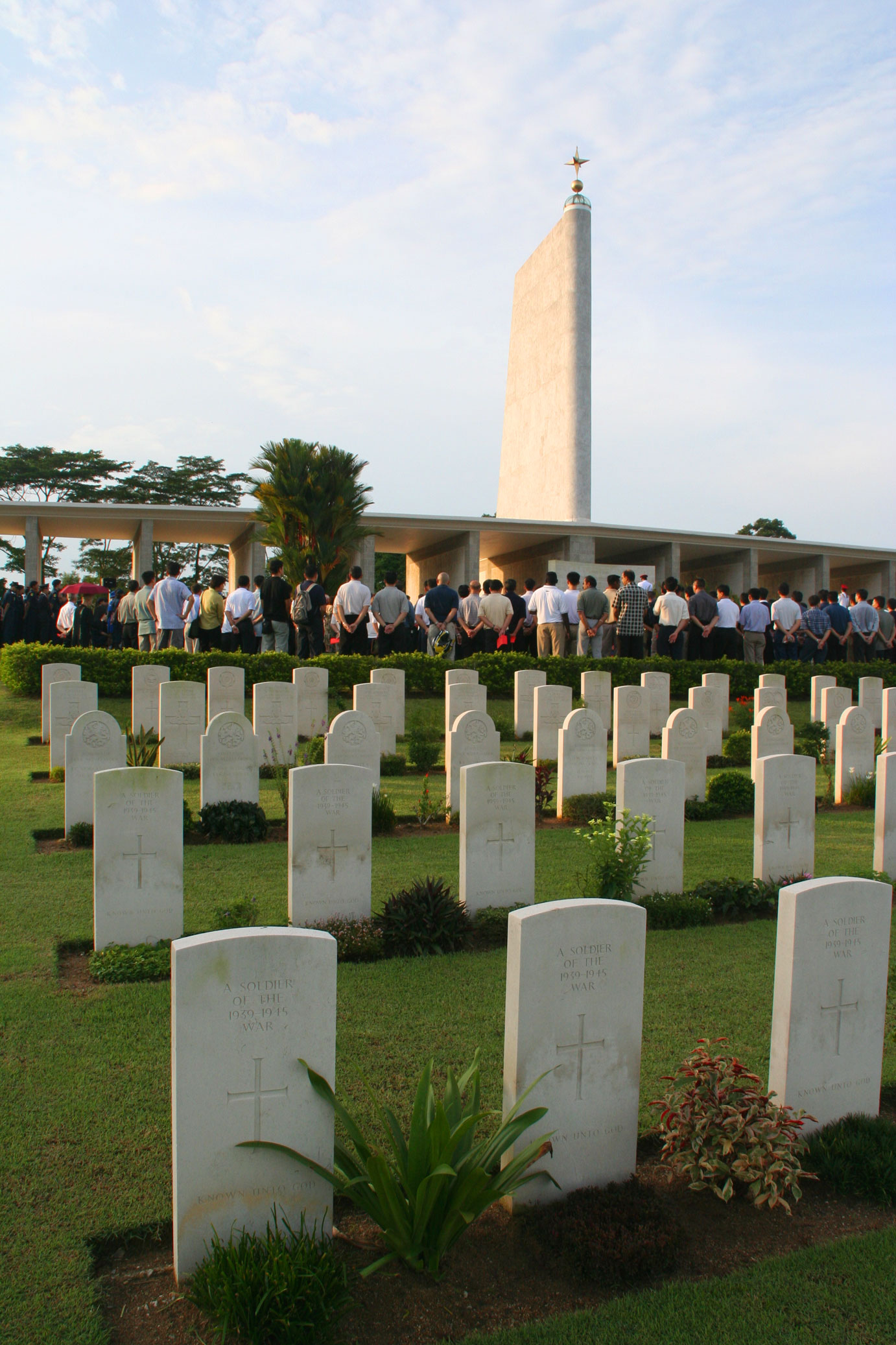
克蘭芝戰爭紀念館犧牲的十字架（英语：Cross of Sacrifice）
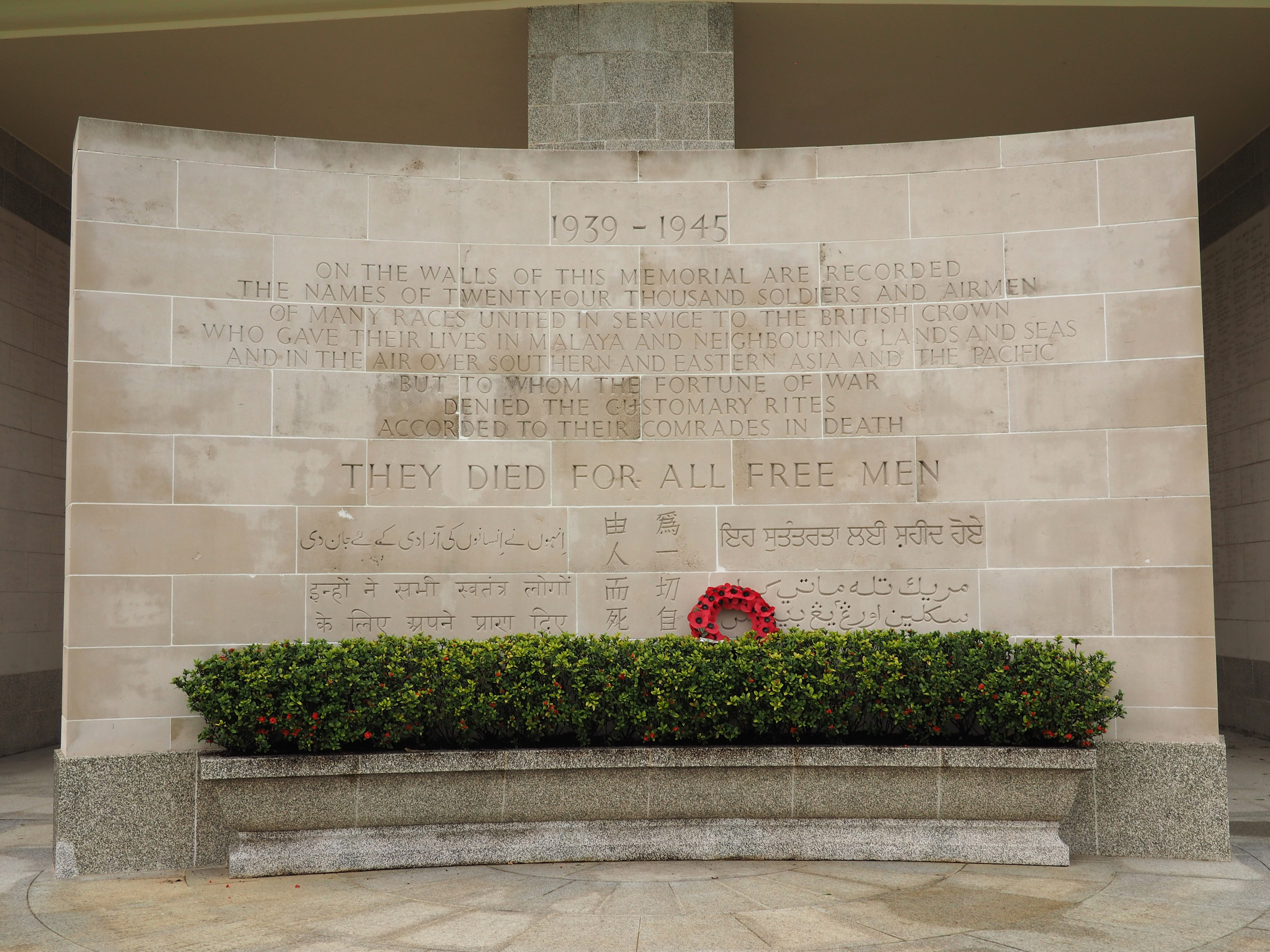
克蘭芝戰爭紀念碑上的銘文
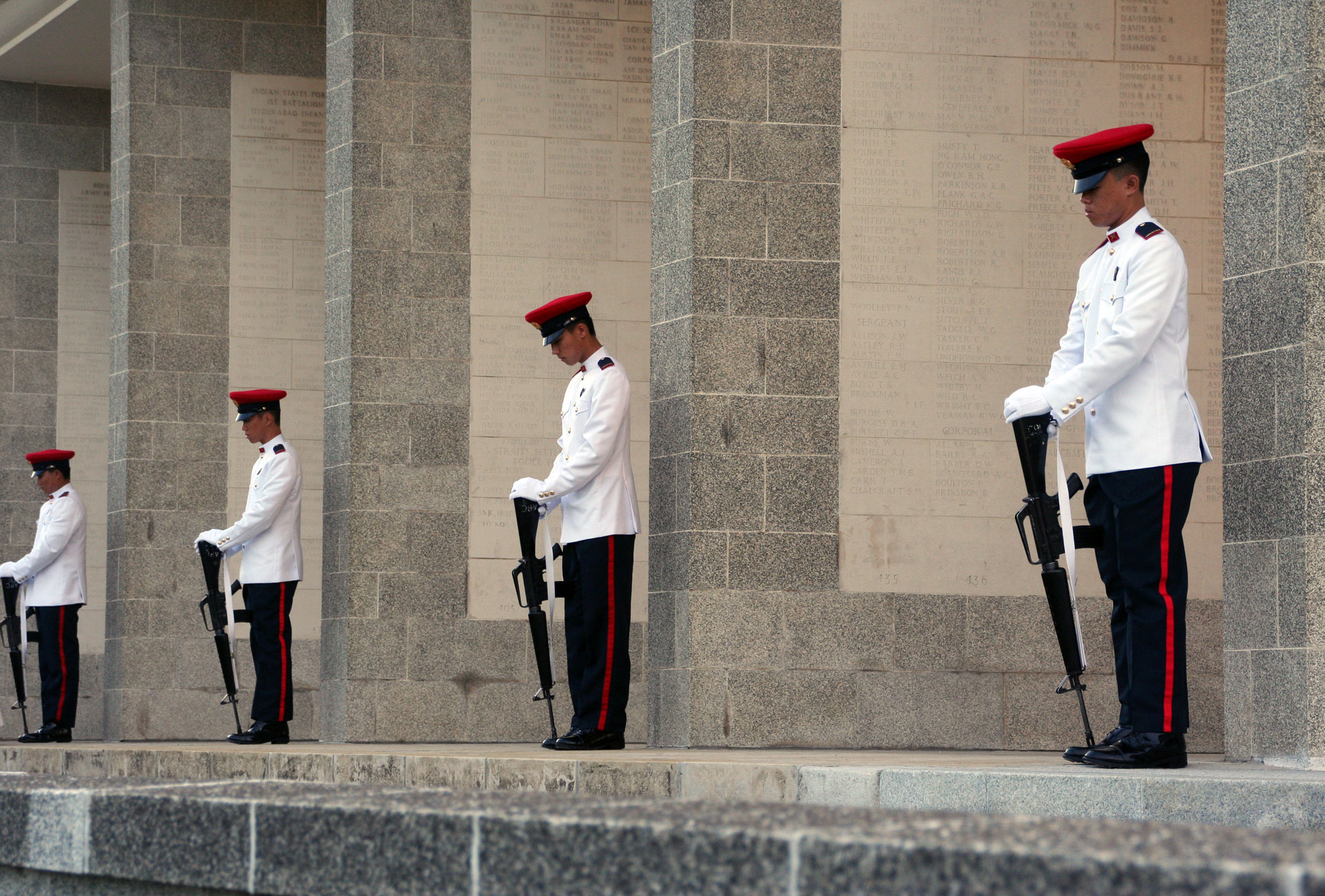
新加坡武裝部隊憲兵於國殤紀念日在克蘭芝戰爭紀念館對靈柩默首致哀

## 外部連結
- Tourism board information
- Peter Chou's PBase Gallery Kranji War Memorial （页面存档备份，存于）
- Kranji War Cemetery，Find a Grave
- Kanji Military Cemetery，Find a Grave